# Newman (Californië)
Newman is een plaats (city) in de Amerikaanse staat Californië, en valt bestuurlijk gezien onder Stanislaus County.

## Demografie
Bij de volkstelling in 2000 werd het aantal inwoners vastgesteld op 7093.
In 2006 is het aantal inwoners door het United States Census Bureau geschat op 9951, een stijging van 2858 (40,3%).

## Geografie
Volgens het United States Census Bureau beslaat de plaats een oppervlakte van
3,6 km², geheel bestaande uit land. Newman ligt op ongeveer 32 m boven zeeniveau.

## Plaatsen in de nabije omgeving
De onderstaande figuur toont nabijgelegen plaatsen in een straal van 32 km rond Newman.